# رامكومار راماناثان
رامكومار راماناثان مواليد 8 نوفمبر 1994 في تشيناي، هو لاعب كرة مضرب هندي يلعب باليد اليمنى ويحتل حالياً المرتبة رقم. 206 (10 يناير 2016) في تصنيف رابطة محترفي كرة المضرب. أعلى تصنيف له في الفردي كان المركز الـ 206 في سنة 2016. أعلى تصنيف له في الزوجي كان المركز الـ 260 في سنة 2014.

## روابط خارجية
- رامكومار راماناثان على موقع رابطة محترفي التنس (الإنجليزية)
- رامكومار راماناثان على موقع الاتحاد الدولي لكرة المضرب (الإنجليزية)
- رامكومار راماناثان على موقع كأس ديفيز (الإنجليزية)
- رامكومار راماناثان على موقع خلاصة التنس.كوم (الإنجليزية)
- رامكومار راماناثان على موقع إي إس بي إن.كوم (الإنجليزية)